# Cycliocyclus leptosomatum
Cycliocyclus leptosomatum är en rundmaskart. Cycliocyclus leptosomatum ingår i släktet Cycliocyclus, och familjen Strongylidae. Arten är reproducerande i Sverige.